# Chiesa dei Santi Felino e Gratiniano
La chiesa parrocchiale dei Santi Felino e Gratiniano, ad Osogna (frazione di Riviera in Canton Ticino), è attestata dal XIII secolo, ma venne rielaborata durante il periodo barocco; della chiesa romanica rimane solo la parte inferiore del campanile che sorge accanto al lato nord.

## Storia
L'edificio fu costruito alla fine del medioevo (1498). Sul portale sud si trovano infatti alcuni fregi risalenti al XV e inizio del XVI secolo, mentre all'interno si trovano frammenti di affreschi quattrocenteschi. Il coro fu invece costruito tra la fine del XVII secolo e l'inizio del XVIII. Dal 1978 al 1984 si sono svolti i lavori di restauro diretti dall'architetto Giancarlo Durisch.

## Descrizione

### Esterno
L'esterno della chiesa è molto semplice. La facciata, a capanna, presenta un semplice portale ed una finestra a lunetta. Lungo il fianco meridionale della chiesa, si apre un secondo portale, di origine tardomedievale, con architrave scolpita con figure sotto un porticato di dieci arcate.

### Interno
La navata è coperta da una volta a botte, che arriva fino al coro, decorato con stucchi settecenteschi. Le figure dei Santi Felino e Gratiniano sono riportate sui medaglioni nell'intradosso, mentre sui piedritti ai lati si trovano rappresentati Sant'Ambrogio e San Carlo Borromeo. Nelle lunette è rappresentata la crocifissione.
Gli affreschi e le tele sono del pittore Bartolomeo Rusca, che li realizzò nel 1719. Rappresentano episodi della vita dei santi titolari e figure allegoriche di Fede, Speranza e Carità.
Due statue seicentesche dei santi titolari si trovano ai lati dell'altare.
Gli affreschi della cappella nord sono invece attribuiti ad Alessandro Gorla e risalgono al periodo 1620-1630. Nella cappella si trova anche una statua della Madonna, in una nicchia affiancata da cariatidi, e una pala d'altare rappresentante la Madonna del Rosario.
Nella sagrestia si trova una tela che raffigura la Pietà.
Sulla cantoria lignea in controfacciata, si trova l'organo a canne Mascioni opus 1136, costruito nel 1996. Lo strumento, a trasmissione integralmente meccanica, ha due tastiere di 58 note ciascuna ed una pedaliera di 30.